# Kultura sambijska
Kultura sambijska jest to kultura archeologiczna okresu wpływów rzymskich i okresu wędrówek ludów, wyróżniona na terenie Sambii i dorzecza Pregoły.

## Kryteria wydzielenia
Po raz pierwszy próbował zdefiniować podziały kulturowe na wschodnich wybrzeżach Bałtyku w okresie wpływów rzymskich Otto Tischler w 1891 roku. Dwadzieścia lat później próbował tego również Emil Hollack. Kolejnym był Carl Engel, który w 1933 r. wydzielił „zachodniobałtyjską kulturę grobów płaskich” na Sambii i Natangii oraz w Nadrowii i na Pojezierzu Mazurskim wraz z Suwalszczyzną.
Obecny podział został zaproponowany przez Jerzego Okulicza w 1989 roku.

## Chronologia, geneza i zanik
Mianem kultury sambijskiej określa się zespół zabytków charakterystycznych dla okresu wpływów rzymskich i okresu wędrówek ludów.
Kultura ta, nazywana także kulturą Dollkeim-Kovrovo od nazwy wielkiego i bardzo bogatego cmentarzyska w Kowrowie, znajdującego się na terenie obwodu królewieckiego, wraz z kulturą bogaczewską oraz grupami: dolnoniemeńską, zachodniolitewską i środkowolitewską, wchodzi w skład zachodniobałtyjskiego kręgu kulturowego, uformowanego na rodzimym podłożu kultury kurhanów zachodniobałtyjskich.

## Obszar występowania i kontekst kulturowy
Uznaje się, iż obszar kultury sambijskiej obejmuje tereny Sambii oraz przyległe obszary dorzecza Pregoły.
Jednostkami sąsiadującymi były: kultura bogaczewska, obejmująca tereny na południe od kultury sambijskiej, czyli tereny Pojezierza Mazurskiego; grupa zachodniolitewska, występująca na północ, czyli na wybrzeżu Bałtyku, na północ od ujścia Niemna; grupa dolnoniemeńska, występująca na północny wschód, czyli w pobliżu ujść rzek Jury i Szeszupy oraz występująca na wschód grupa środkowolitewska, czyli znajdująca się w widłach Niemna i Wilii.
Na południowy zachód od kultury sambijskiej, rozciągała się strefa „wzajemnej trwogi”, czyli obszar niezamieszkanych terenów, oddzielająca tę kulturę od kultury wielbarskiej.
W okresie wędrówek ludów, ludność kultury sambijskiej przesunęła się wzdłuż brzegów Zalewu Wiślanego, na tereny zajęte wcześniej przez ludność kultury wielbarskiej.

## Charakterystyczne wytwory kulturowe
Charakterystycznymi wyznacznikami kultury sambijskiej są zestawy ozdób i części stroju, m.in. zapinki tarczowate, naszyjniki z trąbkowatymi końcówkami oraz tzw. garnitury sambijskie, czyli komplety metalowych części pasa, stanowiące dokładne naśladownictwo pasa noszonego w rzymskich prowincjach Noricum i Panonii.

## Osadnictwo
Ludność kultury sambijskiej zaczęła porzucać osady obronne, preferowane przez wcześniejszą kulturę kurhanów zachodniobałtyjskich, na rzecz osad otwartych.

## Obrządek pogrzebowy i wierzenia
Charakterystyczny dla kultury sambijskiej jest indywidualny, birytualny obrządek pogrzebowy.
Bardzo często przy pochówkach wojowników znajduje się szkielety koni i psów, co sugeruje, iż byli oni również myśliwymi.
Spośród innych jednostek zachodniobałtyjskiego kręgu kulturowego, kultura sambijska wyróżniała się bogactwem i zróżnicowaniem inwentarzy grobowych. W skład inwentarza często wchodziły monety rzymskie, nierzadko z przewierconym środkiem, specjalnym uszkiem z brązowego drutu, bądź w drewnianej oprawce. Prawdopodobnie służyły one jako ozdobne zawieszki lub części kolii.

## Społeczeństwo i gospodarka
Podstawą gospodarki była uprawa roli i hodowla zwierząt. Mniejszą rolę odgrywały łowiectwo i rybołówstwo.
W kulturze sambijskiej, jak również w innych jednostkach zachodniobałtyjskiego kręgu kulturowego, wśród szczątków zwierząt hodowlanych przeważają kości owcy lub kozy. Ten aspekt wyróżnia kulturę sambijską od jednostek spoza zachodniobałtyjskiego kręgu kulturowego.
Na Sambii znajdowały się najbogatsze i najlepszej jakości złoża bursztynu. Ludność kultury sambijskiej skwapliwie to wykorzystywała, prowadząc ożywione kontakty handlowe z Cesarstwem rzymskim (szlak bursztynowy). Dowodem tego są liczne importy rzymskie w postaci m.in. szklanych paciorków, monet, zapinek, metalowych dzwonków, półksiężycowatych zawieszek, oraz mniej liczne w postaci mieczy, półkolistych umb i brzytew z brązowymi uchwytami.